# Насташине
Наста́шине — село Бурштинської міської громади Івано-Франківського району Івано-Франківської області, розташоване на правому березі Гнилої Липи, за 23 км від Галича та за 11 км від залізничної станції Широка. Шосейна дорога з'єднує село з Рогатином та Бурштином. Населення у 2022 році — понад 700 осіб.

## Історія
Назва села ймовірно пов'язана з коханкою галицького князя Ярослава Осьмомисла Анастасією (Настаською) Чарг (за 10 км від Насташина також знаходиться село Чагрів).
Перша письмова згадка про Насташине належить до 1433 року.
На території Куничів збереглися рештки давньоруського городища, що зветься Полянка.
Згадується 1 липня 1443 року в книгах галицького суду.
За Королівською люстрацією 1565 року в селі налічувались 16 господарів на півланах (коло 12 га), 3 загородники, 2 коморники, корчмарі (була корчма) і піп (отже, була й церква).
У 1939 році в селі проживало 1200 мешканців (1150 українців, 15 поляків, 15 латинників, 20 євреїв).

## Населення

### Мовний склад
Розподіл населення за рідною мовою за даними перепису 2001 року:
| Мова       | К-сть осіб | Відсоток |
| ---------- | ---------- | -------- |
| українська | 915        | 99,89%   |
| російська  | 0          | 0,11%    |

## Галерея

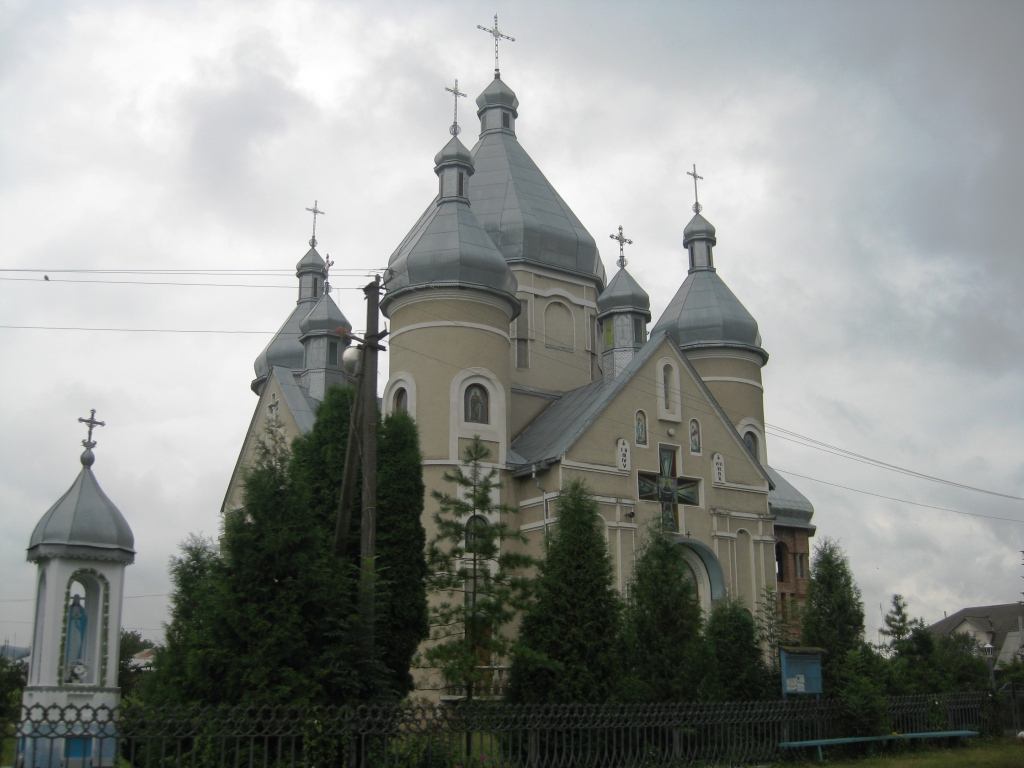
Церква в Насташиному